# Le Pin déraciné
Le Pin déraciné (Nebiki no Kadomatsu) est une pièce de Chikamatsu. C'est une pièce du genre sewamono (action contemporaine) comme les Suicides d'amour à Sonezaki, écrite pour le théâtre de marionnettes. Elle est représentée pour la première fois le 1er février 1718.
Le titre contient plusieurs significations liées à l'intrigue : « déracinement » peut être une expression faisant référence à l'achat à son propriétaire du contrat d'une courtisane pour la posséder exclusivement (son déracinement de son ancienne vie et résidence), et « pin » peut désigner la plus haute classe de courtisanes (par opposition à « prunier », classe inférieure de plusieurs rangs). Le titre fait aussi référence aux festivités du Nouvel An, car le 1er février tombait le lendemain du nouvel an japonais en 1718.

## Argument

### Acte 1
L'intrigue commence le jour du Nouvel An japonais en 1718, avant la venue du « Jour du Rat » au cours duquel la coutume autrefois était d'aller dans les champs déraciner un pin dans le cadre des festivités. Une grande et célèbre courtisane nommée Azuma est accostée par une pauvre vieille femme qui déverse sa peine : son fils a été réduit par les circonstances à travailler comme journalier. Une fois son employeur lui a ordonné de remettre une lettre à Azuma, ce qu'il a fait mais il est tombé follement amoureux d'elle. La vieille femme a tenté de le dissuader, soulignant qu'il serait impossible pour lui d'obtenir une quelconque faveur d'Azuma mais il a refusé d'abandonner son espoir. Elle lui propose enfin un accord : si Azuma peut être persuadée de boire une tasse amicale de saké avec le jeune Yohei, alors celui-ci abandonnera son amour sans espoir.
Azuma est profondément émue par les paroles de la femme et accepte mais à propos de Yohei, elle expose « ses » ennuis : Azuma est profondément amoureuse du riche et beau marchand Yojibei de Yamazaki, fils de Jōkan, mais Yojibei ne peut pas racheter le contrat d'Azuma parce que sa femme, Okiku, est jalouse.
Azuma tente alors de donner à Yohei dix pièces d'or (ryo?) pour qu'il puisse aller dans le quartier des plaisirs et trouver une fille qui soit disponible pour être intime avec lui.
Yohei jette l'or au sol, honteux qu'Azuma le lui ait donné. Azuma admet son erreur et à la place donne à Yohei une sous-robe que Yojibei lui a auparavant offerte. Se rendant comte de la profondeurs de son amour, Yohei prend l'argent à la place, s'engage à aller à Edo et d'y prospérer dans le commerce de l'huile; après avoir fait fortune, il sera de retour et rachètera Azuma pour qu'elle puisse être réunie avec Yojibei. Les deux s'accordent pour aller dans un salon de thé boire ensemble avant que Yohei ne parte.
Dans la deuxième scène, Azuma est accostée par le rustre et mal élevé Hikosuke, riche marchand de tabac qui demande à plusieurs reprises les services d'Azuma et se voit aussi souvent rejeté. Rebuté une cinquième fois, il tente de faire glisser Azuma dans l'arrière-salle pour obtenir satisfaction de force. Il est battu à plate couture par Yohei et jeté hors de la maison de thé. La fanfaronnades de Hikosuke prend fin et il s'enfuit en hâte.
A peine est-il parti que se répand la rumeur que Yojibei arrive. Il apprend les récents événements concernant Azuma et remercie Yohei et propose qu'avant son départ pour Edo il passe la nuit avec Azuma et Yojibei à boire, danser et chanter leurs gratitude. Yohei supplie qu'il n'en soit rien, prétextant que ses jambes ont mal de la disposition inhabituelle des sièges et que sa mère va sans aucun doute se soucier de ce qu'il est devenu.
Sur son chemin, il rencontre Hikosuke qui espère une revanche. Yohei poignarde Hikosuke dans la tête et s'enfuit quand Hikosuke crie à l'aide - s'il venait à être capturé, il ne pourrait aller à Edo et ainsi ne pourrait jamais aider Azuma. Confus quant à l'identité de son agresseur, Hikosuke blâme Yojibei qui est rapidement appréhendé. Yojibei comprend que c'est Yohei qui est à blâmer mais il reste muet : il doit une dette d'honneur à Yohei pour avoir protégé Azuma et il va garder le silence, même s'il est en danger mortel d'être exécuter si Hikosuke périt de sa blessure.

### Acte 2
Le deuxième acte commence avec Okiku qui prépare de la nourriture pour Yojibei, à présent en résidence surveillée dans la maison de son père, Jōkan. Celui-ci refuse apparemment de payer Hikosuke afin qu'il abandonne les charges, même s'il est extrêmement riche et pourrait facilement se le permettre. Jōkan et Jibuemon, beau-père (samouraï) de Yojibei, discutent de la question par l'intermédiaire d'un jeu de shogi mais Jōkan est résolument opposé à l'idée de sauver Yojibei. En pleurs, Okiku et Jibuemon sortent dans le jardin. Juste à ce moment, Azuma arrive et jette une lettre à Yojibei; la missive enjoint à Yojibei de se tuer avant qu'un bourreau roturier ne le fasse, l'assurant qu'Azuma se tuera au moment où elle apprendra la nouvelle.
Outrée, Okiku va à Azuma et lui reproche : « Grâce à toi, mon mari a négligé l'entreprise familiale et s'est montré complètement indifférent à ce qui se passe à la maison. Jour et nuit, il passe son temps à des visites dans le quartier... maudite putain, créature sans scrupule.!! »
Azuma accepte ses accusations et pour montrer la sincérité de sa douleur, est sur le point de s'égorger avec un rasoir quand Okiku est convaincue et la presse de s'en abstenir. 
Jōkan sort. Il parle à Okiku de souris et de pièges à souris; Okiku comprend que ce dont il parle vraiment est de son désir de voir Yojibei échapper à son ménage et au bourreau. Yojibei refuse d'abord l'évasion offerte avec Azuma : si Hikosuke venait à mourir, alors Jōkan serait exécuté à la place de Yojibei et même s'il ne l'était pas, la fuite de Yojibei entraînerait la saisie de tous les actifs de Jōkan. Ce dernier menace de se tuer ici et maintenant. À contrecœur Yojibei cède. Laissée derrière, Okiku regarde en larmes tandis que Yojibei et Azuma partent pour Edo.

### Acte 3
Dans le troisième acte, Azuma et Yojibei voyagent de Yamazaki à Nara. Yojibei n'est pas bien - il est devenu fou. La scène lyrique se termine par une belle description du paysage et des circonstances.
Le temps passe avant que la deuxième scène n'ait lieu à la fin de l'été. Yohei monte jusqu'à la même maison de thé où il avait si fatalement bu avec Azuma et Yojibei. Il raconte son énorme succès à Edo au maître de la maison et annonce qu'il va racheter Azuma la fugitive.
Cependant, Yohei n'est pas le seul acheteur potentiel. Hikosuke a retrouvé ses anciens esprits et souhaite également racheter le contrat d'Azuma tout comme un vieux samouraï avec un ancien sabre de deux pieds extrêmement précieux; Yohei est convaincu que ce vieil homme est Jibuemon. 
Le propriétaire décide qu'il ne peut laisser Azuma être rachetée avant qu'elle ne revienne, autrement cela créerait un mauvais précédent. Yohei fait venir ses deux coffres rachète à la fois Azuma et Yojibei, qui à présent a recouvré ses esprits. Hikosuke est autorisé par Jibuemon à partir sain et sauf pour autant qu'il rapporte à la police que Yohei est le coupable et qu'il laisse tomber les accusations. Yohei rachète le contrat d'Azuma pour seulement 300 pièces d'or comme il n'y a pas de temps à perdre et donne les autres 700 pièces à diverses personnes. Azuma et Yojibei se marient et vivent heureux pour toujours, bien que rien n'est dit d'Okiku. Tout le monde commence à faire la fête.

## Référence
- Quatre œuvres majeures de Chikamatsu, pages 133-169.

## Source de la traduction
- (en) Cet article est partiellement ou en totalité issu de l’article de Wikipédia en anglais intitulé « The Uprooted Pine » (voir la liste des auteurs).